# Flere Ho's
Flere Ho's er en EP af Den Gale Pose, der udkom i 1996, og det var deres første udgivelse.

## Spor
1. "Flere Ho's"
2. "Den danske skole"
3. "Vi nævner ingen navne"
4. "På stranden"
5. "DGP-Hvad betyder det??"